# Bailleul-le-Soc
Pour les articles homonymes, voir Bailleul.
Bailleul-le-Soc est une commune française située dans le département de l'Oise en région Hauts-de-France. Ses habitants sont appelés les Bailleulois et les Bailleuloises.

## Géographie

### Localisation
La commune de Bailleul-le-Soc se situe à 57 kilomètres au sud d'Amiens, à 36 kilomètres à l'est de Beauvais, à 18 kilomètres à l'ouest de Compiègne et à 64 kilomètres au nord de Paris.
Elle se trouve dans l'aire d'attraction de Paris, dans la zone d'emploi de Compiègne et dans le bassin de vie d'Estrées-Saint-Denis

### Communes limitrophes
Les communes limitrophes sont  Avrigny, Cernoy, Choisy-la-Victoire, Cressonsacq, Estrées-Saint-Denis, Fouilleuse, Rouvillers et Épineuse.
| Cernoy     | Cressonsacq     | Rouvillers          |
| Fouilleuse | Bailleul-le-Soc | Estrées-Saint-Denis |
| Épineuse   | Avrigny         | Choisy-la-Victoire  |

### Géologie et relief
La superficie de la commune est de 14,14 km2 ; son altitude varie de 84  à   145 mètres.
La commune s'étend entre 84 et 145 mètres d'altitude. La mairie du village se situe à 121 mètres d'altitude. Le point le plus élevé se situe au lieu-dit Derrière Eloge à limite nord-ouest du territoire avec Fouilleuse. Le point le plus bas se trouve à la limite nord-est du territoire, au niveau de la rencontre des limites communales de Estrées-Saint-Denis et de Rouvillers. Le chef-lieu Bailleul-le-Soc se situe entre 130 et 118 mètres d'altitude, le hameau d'Éraine entre 113 et 101 mètres, le hameau d'Éloges-les-Bois à 138 mètres, la ferme d'Ereuse à 121 mètres et la ferme de Saint-Julien-le-Pauvre à 118 mètres d'altitude. Le territoire communal est constitué par une vaste plaine ponctuée de quelques vallons tel la Tranchée de Saint-Julien et le Fond de la Motte au sud et la Fosse des Essarts à l'ouest.
Il s'agit d'une grande commune dont le territoire est découvert et dépourvu d'eau. La craie occupe le pays de Bailleul-le-Soc, formant la limite avec le plateau de Picardie. Les terres sont recouvertes d'un diluvium argileux, roux ou brunâtre, compacte, ayant ordinairement plusieurs mètres d'épaisseur. Les cailloux sont accumulés au fond de cette couche dans le voisinage de la roche crayeuse. Cette espèce de sol constitue la plaine de Bailleul-le-Soc, on la voit à Saint-Julien-le-Pauvre et Éreuse. La commune se trouve en zone de sismicité 1, c'est-à-dire très faiblement exposée aux risques de tremblement de terre.

### Hydrographie

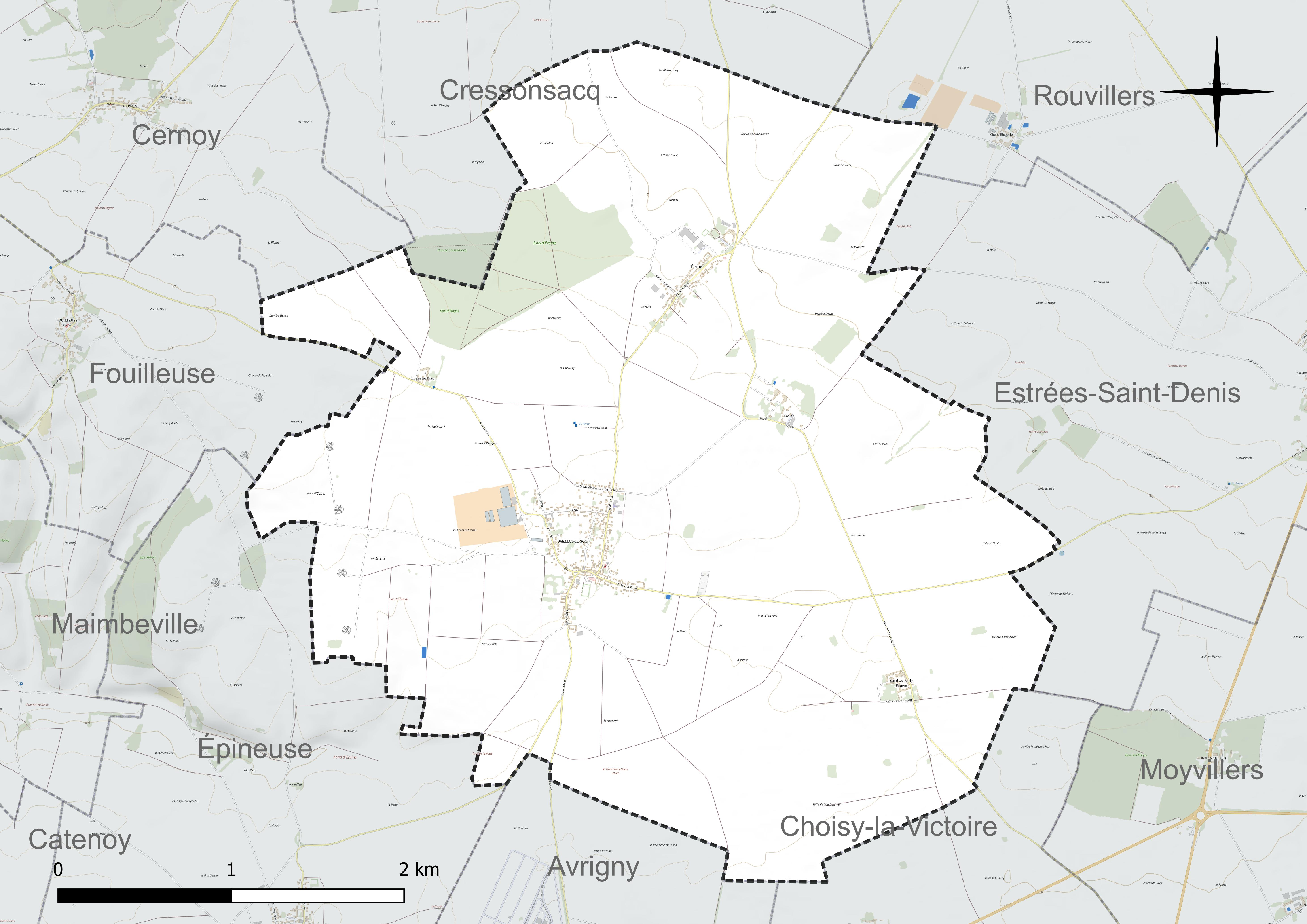
Réseau hydrographique de Bailleul-le-Soc.

La commune est située dans le bassin Seine-Normandie.
Elle n'est drainée par aucun cours d'eau,.

### Climat
Pour des articles plus généraux, voir Climat des Hauts-de-France et Climat de l'Oise.
En 2010, le climat de la commune est de type climat océanique dégradé des plaines du Centre et du Nord, selon une étude du CNRS s'appuyant sur une série de données couvrant la période 1971-2000. En 2020, Météo-France publie une typologie des climats de la France métropolitaine dans laquelle la commune est exposée à un climat océanique et est dans la région climatique Nord-est du bassin Parisien, caractérisée par un ensoleillement médiocre, une pluviométrie moyenne régulièrement répartie au cours de l'année et un hiver froid (3 °C).
Pour la période 1971-2000, la température annuelle moyenne est de 10,3 °C, avec une amplitude thermique annuelle de 14,7 °C. Le cumul annuel moyen de précipitations est de 697 mm, avec 11,4 jours de précipitations en janvier et 8 jours en juillet. Pour la période 1991-2020, la température moyenne annuelle observée sur la station météorologique la plus proche, située sur la commune de Margny-lès-Compiègne à 18 km à vol d'oiseau, est de 11,2 °C et le cumul annuel moyen de précipitations est de 633,5 mm,. Pour l'avenir, les paramètres climatiques de la commune estimés pour 2050 selon différents scénarios d'émission de gaz à effet de serre sont consultables sur un site dédié publié par Météo-France en novembre 2022.

### Milieux naturels et biodiversité
Hormis les espaces bâtis, qui représentent 51 hectares de la superficie (3,5 %), la commune se compose à 90,6 % de cultures sur 1 306 hectares. L'ensemble des espaces boisés que sont les bois d'Eraine et d'Eloge ainsi que les quelques parcelles au nord-ouest et près de la ferme de Saint-Julien-le-Pauvre totalisent 71 hectares, soit 5 % du territoire. Les vergers et prairies totalisent 14 hectares,.

## Urbanisme

### Typologie
Au 1er janvier 2024, Bailleul-le-Soc est catégorisée commune rurale à habitat dispersé, selon la nouvelle grille communale de densité à sept niveaux définie par l'Insee en 2022.
Elle est située hors unité urbaine. Par ailleurs la commune fait partie de l'aire d'attraction de Paris, dont elle est une commune de la couronne,.

### Occupation des sols

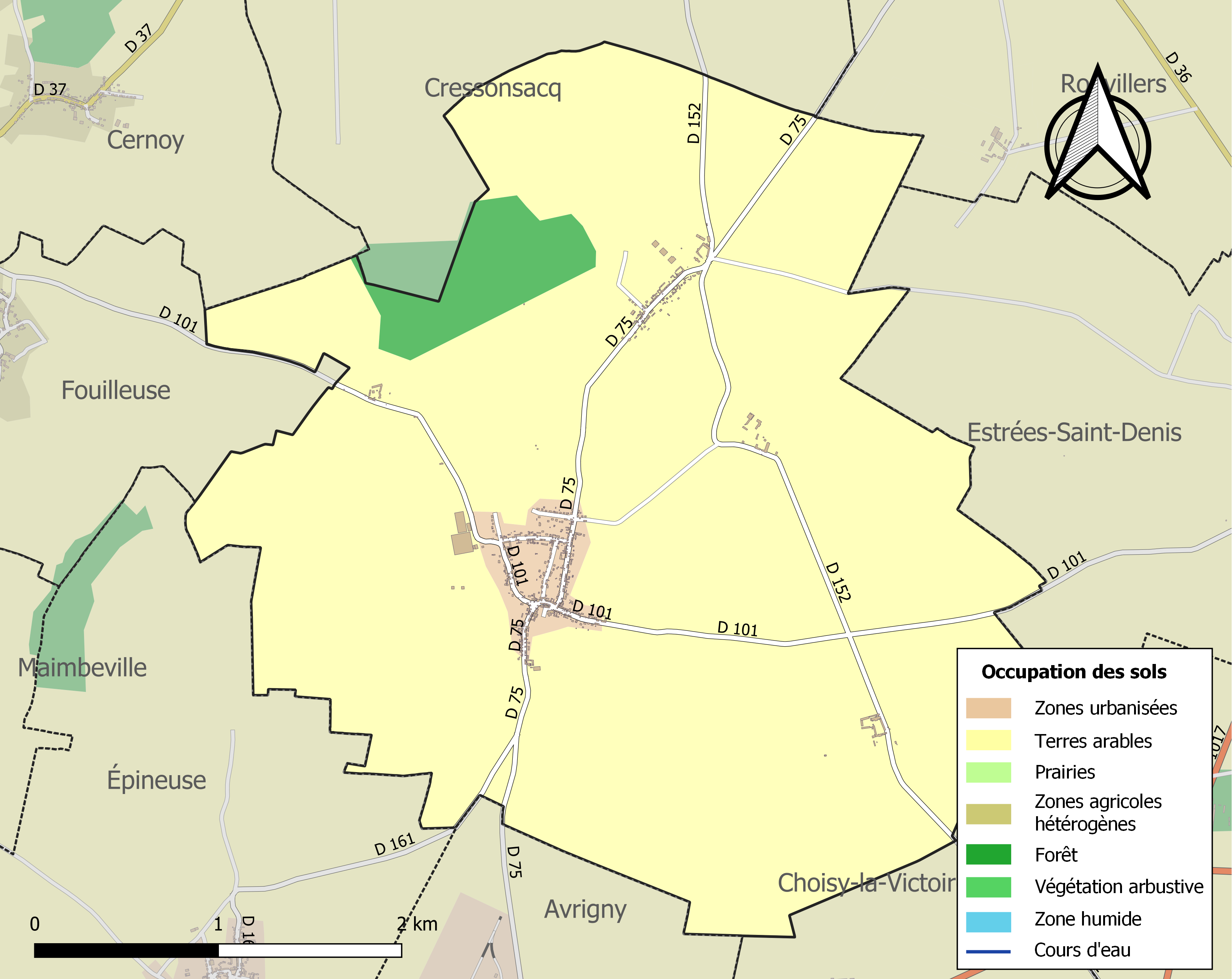
Carte des infrastructures et de l'occupation des sols de la commune en 2018 (CLC).

L'occupation des sols de la commune, telle qu'elle ressort de la base de données européenne d'occupation biophysique des sols Corine Land Cover (CLC), est marquée par l'importance des territoires agricoles (94 % en 2018), une proportion identique à celle de 1990 (94 %).
La répartition détaillée en 2018 est la suivante :  terres arables (94 %), forêts (3,5 %), zones urbanisées (2,5 %).
L'évolution de l'occupation des sols de la commune et de ses infrastructures peut être observée sur les différentes représentations cartographiques du territoire : la carte de Cassini (XVIIIe siècle), la carte d'état-major (1820-1866) et les cartes ou photos aériennes de l'IGN pour la période actuelle (1950 à aujourd'hui).

### Hameaux et lieux-dits
La commune est composée de cinq hameaux : 
- Bailleul-le-Soc, chef-lieu au centre du territoire ;
- Éraine, au nord-est ;
- Eloge-les-Bois, au nord-ouest ;
- Ereuse, à l'est ;
- La ferme de Saint-Julien-le-Pauvre, au sud-est.

### Morphologie urbaine
Le village de Bailleul, situé au milieu d'une grande plaine, comprenait en 1890 150 maisons aux habitations regroupées en plusieurs rues partant d'une place appelée place de la Ville : les principales rues étaient la rue d'En-Bas, la Grande-Rue, la rue Neuve, la rue du Chat et la rue de la Marquenelle. Éraine est un hameau placé au nord de Bailleul-le-Soc, (qui comprenait 32 maisons en 1890) aux habitations disposées en une large rue. Aujourd'hui, le village se compose des rues suivantes : la rue du Chat, la rue Lambine, la rue Neuve, la rue de la Chapelle-Lorette, la route d'Ereuse, la Grande-Rue, la rue des Ongres, la rue des Charrons et de la rue Marquenelle.

### Habitat et logement
En 2021, le nombre total de logements dans la commune était de 280, alors qu'il était de 266 en 2016 et de 252 en 2011.
Parmi ces logements, 91,6 % étaient des résidences principales, 2,6 % des résidences secondaires et 5,8 % des logements vacants. Ces logements étaient pour 94,5 % d'entre eux des maisons individuelles et pour 5,1 % des appartements.
Le tableau ci-dessous présente la typologie des logements à Bailleul-le-Soc en 2021 en comparaison avec celle de l'Oise et de la France entière. Une caractéristique marquante du parc de logements est ainsi une proportion de résidences secondaires et logements occasionnels (2,6 %) supérieure à celle du département (2,4 %) mais inférieure à celle de la France entière (9,7 %).
| Typologie                                               | Bailleul-le-Soc | Oise | France entière |
| ------------------------------------------------------- | --------------- | ---- | -------------- |
| Résidences principales (en %)                           | 91,6            | 90,5 | 82,2           |
| Résidences secondaires et logements occasionnels (en %) | 2,6             | 2,4  | 9,7            |
| Logements vacants (en %)                                | 5,8             | 7    | 8,1            |

### Voies de communication et transports
La commune est desservie par quatre routes départementales : la D 75, la D 101, la D 152 et la D 161 : la route départementale 75, reliant Rieux à Rouvillers, arrive sur le territoire par le sud et pénètre dans le village par la rue Marquenelle. Elle quitte le village par la Grande-Rue puis traverse le hameau d'Éraine par l'allée des Acacias. La route départementale 101, débutant à Bulles et se terminant à Estrées-Saint-Denis, arrive depuis l'ouest en passant à Éloges-les-Bois, puis entre dans le village par la rue du Chat. Elle croise ensuite la D 75 puis quitte le chef-lieu par la rue des Charrons avant de rejoindre Estrées-Saint-Denis. La route départementale 152, reliant Montgérain à Blincourt, passe à Éraine où elle croise la D 75 puis aux fermes d'Ereuse et de Saint-Julien-le-Pauvre où son itinéraire croise la D 101 entre ces deux sites. La route départementale 161, débutant à Catenoy, rejoint la D 75 au sud de Bailleul-le-Soc. Plusieurs routes communales traversent le territoire communal : entre Éraine et Estrées-Saint-Denis, entre Ereuse et Bailleul-le-Soc.
La gare la plus proche de la commune est celle d'Estrées-Saint-Denis à 4,8 kilomètres à l'est sur la ligne d'Ormoy-Villers à Boves reliant en partie Compiègne à Amiens. Située sur la ligne de Creil à Jeumont, la gare de Pont-Sainte-Maxence se trouve à 12,7 kilomètres au sud.
La commune est desservie, en 2023, par les lignes 659, 6301, 6304 et 6343 du réseau interurbain de l'Oise. Bailleul-le-Soc est relié par une navettes de regroupement pédagogique intercommunal (ligne 6810) aux communes de Cressonsacq, Beaupuits, Grandvillers-aux-Bois et Rouvillers par le hameau d'Éraine.
Le circuit n° 6 de cyclotourisme de l'Oise passe à Éraine.

## Toponymie
La commune porta différents noms au cours de son histoire : Ballol au XIIe siècle, Bailluel en 1187, Baillol en 1199, Baillol-le-Chotte en 1357, Bailleul-le-Sot en 1373 puis Bailleul-le-Socq au XVIIe siècle venant du latin Baillolium siccum (« Bailleul-le-Sec »). Le village aurait pris son nom, d'après certains étymologistes[Qui ?], du celtique bali, « avenue d'arbres », d'où le diminutif baliolum, « petite avenue ». D'autre part, on pourrait voir dans Bailleul la racine baille, baillum, « lieu fermé de palissades ». Ce toponyme est issu d'un dérivé du picard et de l'ancien français baille. La ville a été nommée d'après la palissade qui l'entourait.
« Bailleul-le-Sec » en 1536, du fait que son territoire est découvert et dépourvu d'eau.
Le hameau d'Éraine s'appelait « Airaines » en 1285, puis « Érenne » et « Éreines ». La ferme d'Éreuse se nommait « Errosia » en 1145, « Arrosie » et « Errosie » vers 1150,« Arreuses » en 1206 et « Erreuses » en 1228.  Si on voulait écrire correctement le nom d'Éloges-les-Bois, il faudrait l'appeler les « Loges-du-Bois », ou les « Loges-d'Éreuse » : ce sont les deux noms sous lesquels ce hameau a été désigné du XIIIe au XVIe siècle. On avait l'habitude de dire « la Grange-des-Loges », si bien qu'on ne tarda pas à perdre de vue l'origine de l'appellation et à écrire : « la Grande-d'Éloges », orthographe qui a persisté. Les loges étaient, à l'origine, des cabanes construites de planches et de branchages dans les bois défrichés.

## Histoire

### Moyen Âge
À côté de l'abbaye de Saint-Denis, qui, au XIIe siècle, est le propriétaire du bois appelé la forêt de Saint-Denis, d'autres religieux viennent défricher la contrée, qui reste entièrement boisée jusqu'en 1150. Les plus anciens possesseurs de l'autre partie de ces bois sont les moines de l'abbaye de Saint-Wandrille, près de Rouen ou plutôt les religieux d'un de leurs prieurés, fondé en 693 à Rivecourt par le roi Childebert IV en l'honneur de saint Wandrille : c'est  sans doute ce roi ou l'un de ces successeurs qui donne à ce prieuré le bois dénommé depuis  forêt de Saint-Wandrille.
Vers le milieu du XIIe siècle, les religieux de Saint-Wandrille cèdent leurs droits sur ces bois à l'abbaye Notre-Dame d'Ourscamp, qui y construit presque aussitôt les fermes d'Éreuse et d'Éloges. La seconde moitié du XIIe siècle est employée par les moines d'Ourscamp à défricher leur nouvelle acquisition. Quand tout le bois est converti en terre labourable, accroissent  par donations ou acquisitions  que passent à leur profit les seigneurs voisins et particulièrement les seigneurs de Cressonsacq, si bien qu'en 1384 les religieux d'Ourscamp, dans leurs trois granges d'Éreuse, d'Éloges et de Saint-Julien, cultivent 234 muids de terre, ou plutôt 174 muids, puisque 60 muids sont demeurés en friche depuis 50 ans. Le bois d'Éraine est le seul vestige de cette antique forêt qui ait échappé à la charrue des moines.
La ferme d'Éreuse est fondée en 1140 par les religieux d'Ourscamp défrichant leurs bois récemment acquis : cette ferme ou grange, avec les 120 muids de terre qui en dépendaient, demeure aux mains des moines de cette abbaye jusqu'à la Révolution française.
La seigneurie de Bailleul appartient à l'abbaye de Saint-Denis, à la suite d'une donation du roi Dagobert Ier. Les comtes de Clermont conservent jusqu'au XIIIe siècle à Bailleul et aux environs des serfs, des droits de justice et de rouage[C'est-à-dire ?], indivis avec l'abbaye de Saint-Denis, à laquelle ils cèdent leurs droits à cette époque. Une enquête, en 1313, établit que l'abbaye avait eu de tout temps toute justice à Bailleul, Éreuse et Éloges, et un arrêt du parlement de Paris la maintient dans ce droit.

### Temps modernes
L'église paroissiale est  sous l'invocation de saint Denis, et son curé est nommé par l'évêque de Beauvais, les grosses dîmes appartiennent à l'abbaye de Saint-Denis. Les terres qui avoisinaient la ferme d'Éloges-les-Bois sont défrichées, près d'un siècle après celles qui entouraient Éreuse, également par les moines d'Ourscamps, qui les conservent jusqu'en 1599. À cette époque, l'abbaye doit mettre en vente un certain nombre de ces propriétés : la ferme d'Éloges est alors vendue. La ferme ou cens de Saint-Julien-le-Pauvre, au sud-est de Bailleul, appartient aussi longtemps à l'abbaye Notre-Dame d'Ourscamp, qui la vend en 1599.

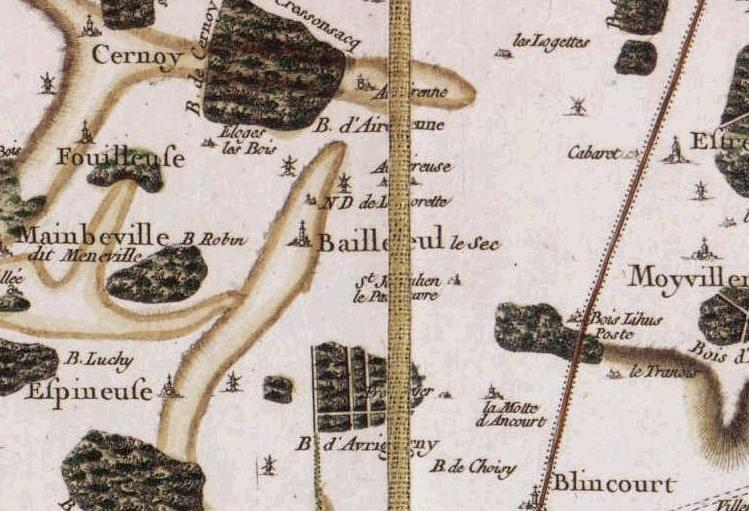
Bailleul-le-Soc, carte de Cassini (XVIIIe siècle).

La seigneurie de la Tour-d'Éraine, ainsi nommée d'une tour carré qui flanquait le château, appartient au XVIIe siècle à la famille de la Mothe-Houdancourt, propriétaire de la terre du Fayel : elle est acquise vers 1690 par Antoine de Belleval, qui la transmet à ses descendants. En face de la ferme d'Éraine s'élève une chapelle, dédiée à saint Antoine de Padoue : en 1664 et 1663, le curé de Bailleul doit y dire la  messe plusieurs fois car il avait  été impossible de célébrer dans l'église de Bailleul, à cause des discussions et rixes qui avaient eu lieu entre les receveurs du seigneur d'Éraine et de l'abbaye de Saint-Denis, au sujet de la préséance dans les processions et de l'occupation du premier banc dans l'église.
La ferme d'Éloges-les-Bois était, au milieu du XVIIe siècle, entre les mains de Roger du Plessis-Liancourt, duc de La Roche-Guyon, seigneur de Liancourt, qui en fait don à l'hospice de Liancourt qu'il venait de fonder. En 1789, elle appartenait à la duchesse d'Estissac, représentant l'une des branches de la famille de La Rochefoucauld. À l'intérieur de la cour de la ferme se trouvait une chapelle fondée en 1357 par Jeanne de Trie, dame de Livry et d'Hodenc-en-Bray.
Les trois fermes d'Éreuse, Éloges et Saint-Julien dépendaient, pour le spirituel, de la paroisse de Bailleul. En 1738, on les sépare pour les impositions, et on fait pour elles un rôle particulier qu'elles conservent en jusqu'en 1789.
Cette localité est particulièrement éprouvée au XVIIIe siècle par les épidémies : en 1748, la fièvre muqueuse y sévit avec une telle violence que la population entière est atteinte et qu'il en meurt un tiers. La contagion, devenue générale, inspire une telle frayeur, qu'on ne put pendant quelque temps trouver un prêtre pour administrer l'extrême-onction aux  mourants. En 1779, une nouvelle épidémie de fièvre muqueuse : la maladie commence dans les maisons voisines des mares et s'étend ensuite vers l'ouest. Elle tue en deux mois, 19 adultes et 28 enfants, presque tous de la classe indigente.
Un rapport sur les épidémies, rédigé en 1788, attribue particulièrement l'insalubrité de Bailleul aux fossés où l'on faisait rouir les chanvres, et déclare qu'on peut rapporter à cette cause la plupart des maladies qui règnent en ce lieu. Il faut ajouter les trois mares d'eau stagnante qui servent à abreuver les bestiaux, le cimetière qui entoure l'église paroissiale, située au milieu du village, peut aussi donner naissance à différentes épidémies, dans une paroisse où les inhumations sont fréquentes.}}

### Révolution française et Empire
En 1789, la seigneurie d'Éraine appartenait à Jean-François-Anselme Pasquier, comte de Franclieu, qui s'intitulait seigneur d'Éraine, Fouilleuse et Bailleul, mais qui, en réalité, ne possédait à Bailleul-le-Soc que les fiefs de la Salle et du Metz, la seigneurie de la paroisse étant toujours à l'abbaye de Saint-Denis.
Le comte de Franclieu ayant émigré au mois de mai 1791, ses biens sont confisqués et vendus comme biens nationaux. La ferme d'Éraine est divisée en 61 lots, qui sont acquis par 40 particuliers. La ferme de Bailleul, qui lui appartenait aussi, est répartie en 70 fois, que se partagent les laboureurs du pays. Le 5 janvier 1791, l'exploitation d'Éreuse fut adjugée au duc de La Rochefoucauld-Liancourt, député à l'assemblée nationale, pour 465 400 livres : mais l'acquéreur ne tardant  pas à émigrer, si bien que, le 25 juin 1793, il est procédé à une nouvelle vente sur folle enchère, à la suite de laquelle la ferme d'Éreuse est adjugée moyennant 802 500 livres.

### Époque contemporaine
Il y avait au XIXe siècle à Éreuse deux fermes qui se partagent les terres des moines d'Ourscamp. Bailleul est le chef-lieu d'un canton comprenant 33 communes, du 23 vendémiaire an X au 26 ventôse an XI.
Le village est pillé pendant l'invasion de 1815./ 
Au milieu du XIXe siècle, on compte trois moulins à vent sur le territoire de Bailleul, mais ils ont depuis perdu leurs ailes et sont devenus des habitations. En 1890, l'agriculture est la principale occupation des habitants, ainsi que  la couture des gants, à laquelle est encore employées 52 femmes en 1886. La population de la commune est alors répartie de la manière suivante : 495 habitants à Bailleul-le-Soc, 116 habitants à Éraine, 25 à la ferme de Saint-Julien-le-Pauvre, 19 à Éreuse, 3 à Éloges et 12 habitants aux différents moulins à vent.
Lors de la Première Guerre mondiale, le village, dont le maire part sous les drapeaux, connaît l'invasion allemande le 31 août 1914 et est reprise par les Français le 10 septembre suivant. Bailleul-le-Soc est une commune de l'arrière qui sert de cantonnement de troupes et de formations sanitaires
Lors de la contre-attaque allemande de l'Offensive Michael, le village est évacué et accueille un terrain d'aviation pourvue de 5 tentes Bessonneaux et de 6 baraquements Adrian, occupé successivement par les escadrilles SAL 61, BR 202 et BR 271 de mai à juin 1918 puis d'août à septembre 1918, et devient donc la cible de bombardements allemands. Le terrain d'aviation est utilisé de décembre 1918 à mars 1919 par les escadrilles SAL 56, BR 281, BR 283, SpaBi 36 et BR 226,.

## Politique et administration

### Rattachements administratifs et électoraux

#### Rattachements administratifs
La commune se trouve depuis 1942 dans l'arrondissement de Clermont du département de l'Oise.
Elle faisait partie depuis 1803 du canton de Clermont. Dans le cadre du redécoupage cantonal de 2014 en France, cette circonscription administrative territoriale a disparu, et le canton n'est plus qu'une circonscription électorale.

#### Rattachements électoraux
Pour les élections départementales, la commune fait partie depuis 2014 du canton d'Estrées-Saint-Denis.
Pour l'élection des députés, elle fait partie de la septième circonscription de l'Oise.

### Intercommunalité
Bailleul-le-Soc est membre de la communauté de communes de la Plaine d'Estrées, un établissement public de coopération intercommunale (EPCI) à fiscalité propre créé en 1997 et auquel la commune a transféré un certain nombre de ses compétences, dans les conditions déterminées par le code général des collectivités territoriales.

### Liste des maires
| Période                                  | Période                       | Identité                     | Étiquette | Qualité                                                                          |
| ---------------------------------------- | ----------------------------- | ---------------------------- | --------- | -------------------------------------------------------------------------------- |
| Les données manquantes sont à compléter. |                               |                              |           |                                                                                  |
|                                          |                               |                              |           |                                                                                  |
| 1840                                     | 1846                          | Nicolas Comes Gabriel Hallot |           |                                                                                  |
| 1847                                     | 1870                          | Charles Florent Dupressoir   |           |                                                                                  |
|                                          |                               |                              |           |                                                                                  |
|                                          | septembre 1918                | Gabriel Pollissard           |           | Mort en fonction dans un hôpital d’Avignon en septembre 1918 Mort pour la France |
|                                          |                               |                              |           |                                                                                  |
| mars 2001                                | 2008                          | Pierre Lagache               | DVD       |                                                                                  |
| mars 2008                                | 2014                          | Yvon Dhamy                   | UMP       |                                                                                  |
| 4 avril 2014                             | mai 2020                      | Jean-Louis Lucas             | DVG       |                                                                                  |
| mai 2020                                 | En cours (au 2 décembre 2020) | Wilfrid Blois                |           | Responsable d'un magasin alimentaire                                             |

## Équipements et services publics

### Eau et déchets
Deux châteaux d'eau, l'un à Éloges-les-Bois et l'autre au nord du chef-lieu, contribuent au service en eau potable de la commune. Une station de pompage se trouve également au nord du village. Une partie du fond des Essarts se situe au-dessus d'une nappe phréatique sous-affleurante.

### Enseignement
En matière d'enseignement primaire, les enfants sont scolarisés au sein d'un regroupement pédagogique intercommunal associant les communes de Bailleul-le-Soc, Cressonsacq, Rouvillers et Grandvillers-aux-Bois dans lequel chaque village conserve son école.
En janvier 2019, 150 élèves fréquentent le regroupement. Une cantine a été créée ainsi qu'une bibliothèque, une salle informatique et une salle d'accueil périscolaire.

## Population et société

### Démographie

#### Évolution démographique
L'évolution du nombre d'habitants est connue à travers les recensements de la population effectués dans la commune depuis 1793. Pour les communes de moins de 10 000 habitants, une enquête de recensement portant sur toute la population est réalisée tous les cinq ans, les populations de référence des années intermédiaires étant quant à elles estimées par interpolation ou extrapolation. Pour la commune, le premier recensement exhaustif entrant dans le cadre du nouveau dispositif a été réalisé en 2008.

En 2022, la commune comptait 644 habitants, en évolution de +0,31 % par rapport à 2016 (Oise : +0,87 %, France hors Mayotte : +2,11 %).
| 1793 | 1800 | 1806 | 1821 | 1831 | 1836 | 1841 | 1846 | 1851 |
| ---- | ---- | ---- | ---- | ---- | ---- | ---- | ---- | ---- |
| 728  | 660  | 762  | 695  | 709  | 704  | 686  | 688  | 696  |

| 1856 | 1861 | 1866 | 1872 | 1876 | 1881 | 1886 | 1891 | 1896 |
| ---- | ---- | ---- | ---- | ---- | ---- | ---- | ---- | ---- |
| 657  | 705  | 669  | 691  | 688  | 665  | 755  | 647  | 700  |

| 1901 | 1906 | 1911 | 1921 | 1926 | 1931 | 1936 | 1946 | 1954 |
| ---- | ---- | ---- | ---- | ---- | ---- | ---- | ---- | ---- |
| 649  | 672  | 638  | 576  | 562  | 565  | 579  | 546  | 503  |

| 1962 | 1968 | 1975 | 1982 | 1990 | 1999 | 2006 | 2008 | 2013 |
| ---- | ---- | ---- | ---- | ---- | ---- | ---- | ---- | ---- |
| 504  | 463  | 414  | 431  | 571  | 648  | 657  | 661  | 651  |

| 2018 | 2022 | - | - | - | - | - | - | - |
| ---- | ---- | - | - | - | - | - | - | - |
| 643  | 644  | - | - | - | - | - | - | - |

#### Pyramide des âges
La population de la commune est relativement jeune.
En 2018, le taux de personnes d'un âge inférieur à 30 ans s'élève à 35,8 %, soit en dessous de la moyenne départementale (37,3 %). À l'inverse, le taux de personnes d'âge supérieur à 60 ans est de 20,4 % la même année, alors qu'il est de 22,8 % au niveau départemental.
En 2018, la commune comptait 334 hommes pour 309 femmes, soit un taux de 51,94 % d'hommes, largement supérieur au taux départemental (48,89 %).
Les pyramides des âges de la commune et du département s'établissent comme suit.
| Hommes | Classe d’âge | Femmes |
| ------ | ------------ | ------ |
| 0,9    | 90 ou +      | 0,3    |
| 4,8    | 75-89 ans    | 4,5    |
| 14,1   | 60-74 ans    | 16,2   |
| 24,0   | 45-59 ans    | 23,9   |
| 20,1   | 30-44 ans    | 19,7   |
| 15,3   | 15-29 ans    | 14,2   |
| 21,0   | 0-14 ans     | 21,0   |

| Hommes | Classe d’âge | Femmes |
| ------ | ------------ | ------ |
| 0,5    | 90 ou +      | 1,4    |
| 5,5    | 75-89 ans    | 7,6    |
| 15,6   | 60-74 ans    | 16,3   |
| 20,8   | 45-59 ans    | 20     |
| 19,4   | 30-44 ans    | 19,4   |
| 17,6   | 15-29 ans    | 16,2   |
| 20,6   | 0-14 ans     | 19,1   |

### Manifestations culturelles et festivités
- Foire agricole du village, dont la quatrième édition a eu lieu en septembre 2018, animée par un championnat de tracteur pulling, un sport qui consiste à tirer le plus loin possible une remorque lestée avec un tracteur agricole modifié et survitaminé[36].

## Culture locale et patrimoine

### Lieux et monuments
La commune compte trois monuments historiques sur son territoire ; 
- La ferme d'Éraine : la grange, la tour carrée, le puits, les parties du mur d'enceinte et le portail sont inscrits monument historique depuis le 30 mai 1988[37].
- La ferme d'Éreuse : grange inscrite monument historique depuis le 6 janvier 1989[38].
- La ferme de Saint-Julien-le-Pauvre : le portail, la grange, les façades et toitures des écuries et de la chapelle sont inscrits monument historique depuis le 16 juillet 1987[39].

On peut également signaler : 
- Église Saint-Denis : c'est une construction de deux époques : le chœur, avec ses sept longues fenêtres gothiques et ses larges contreforts, date du XVIe siècle. Le portail, la nef et le clocher furent rebâtis en 1753. Les voûtes ont été remplacées en 1829 par un plafond. L'église de Bailleul-le-Soc possède une parcelle de la vraie croix, qui lui a été donnée par MMe de Franclieu[a 1]. Elle contient plusieurs groupes sculptés du XVe siècle classés monuments historiques tels une Vierge de Pitié, un cavalier et son soldat, la Vierge, saint Jean et sainte Madeleine ainsi que de la prophétesse Anne et du grand prêtre Siméon[40].
- Chapelle Saint-Antoine-de-Padoue : chapelle au hameau d'Éraine.
- Chapelle Notre-Dame-des-Sept-Douleurs (ou de Lorette) : petite chapelle à l'entrée du village sur la route d'Ereuse.

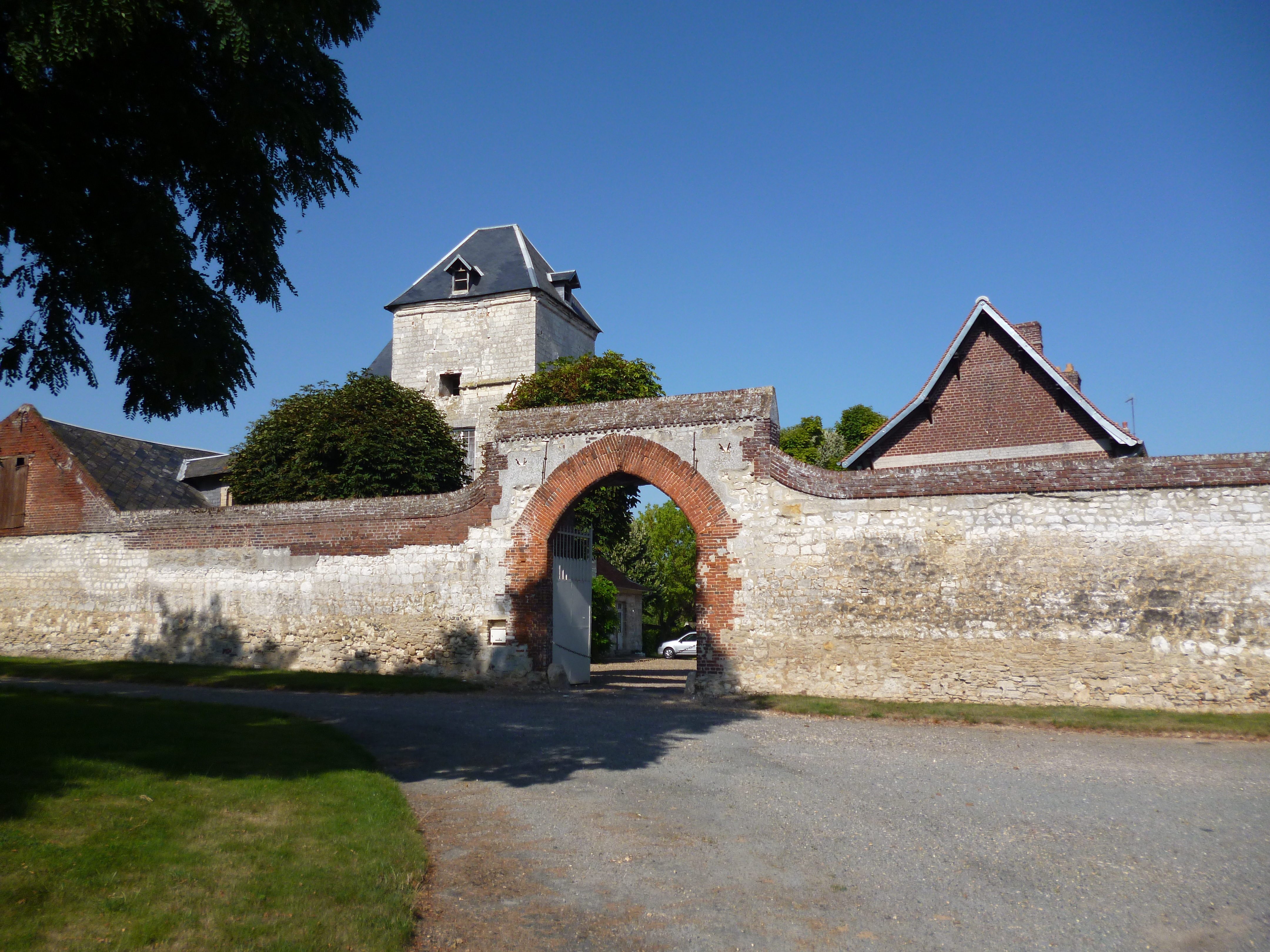
Entrée de la ferme d'Éraine.
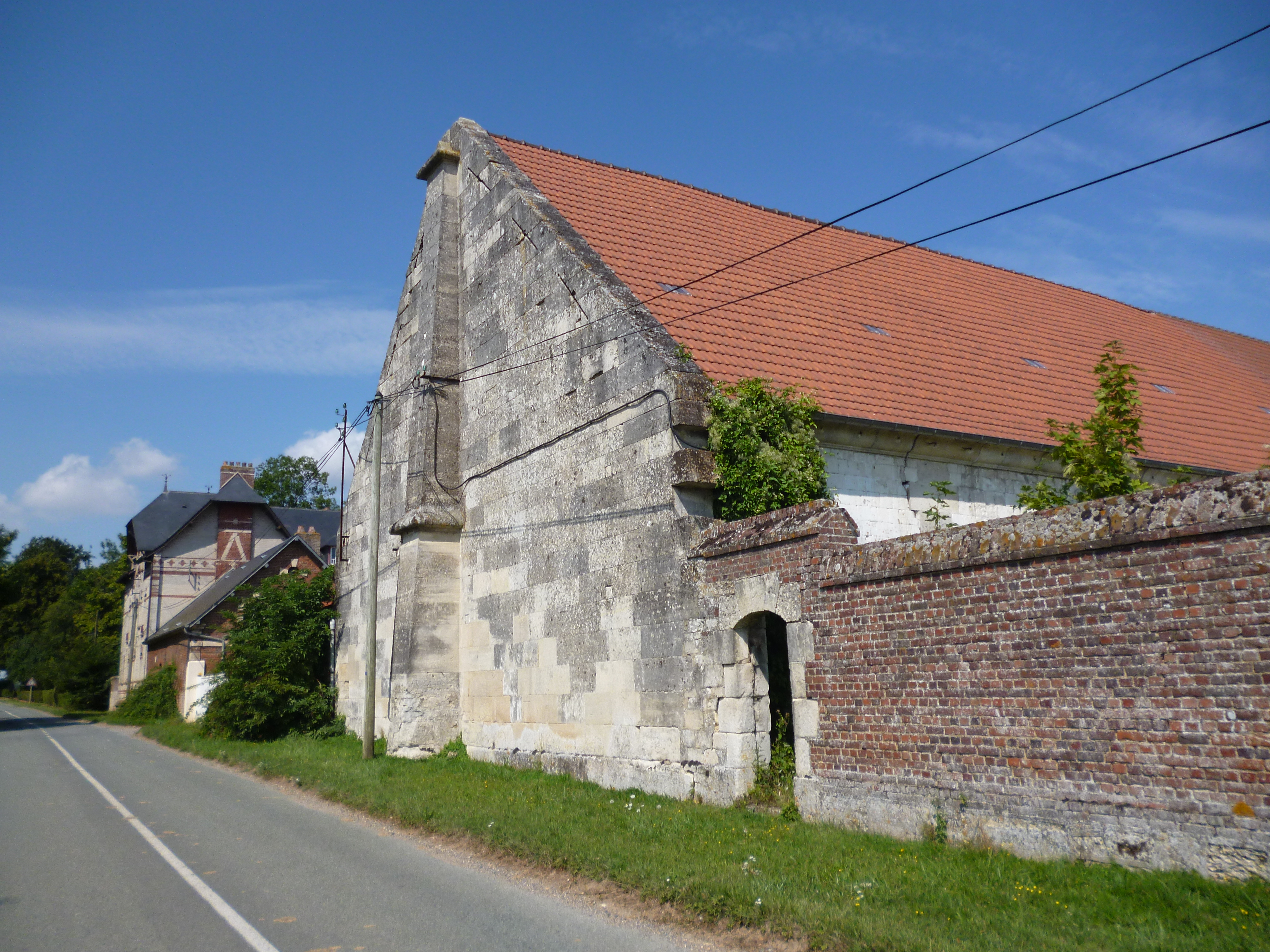
Ferme d'Éreuse.
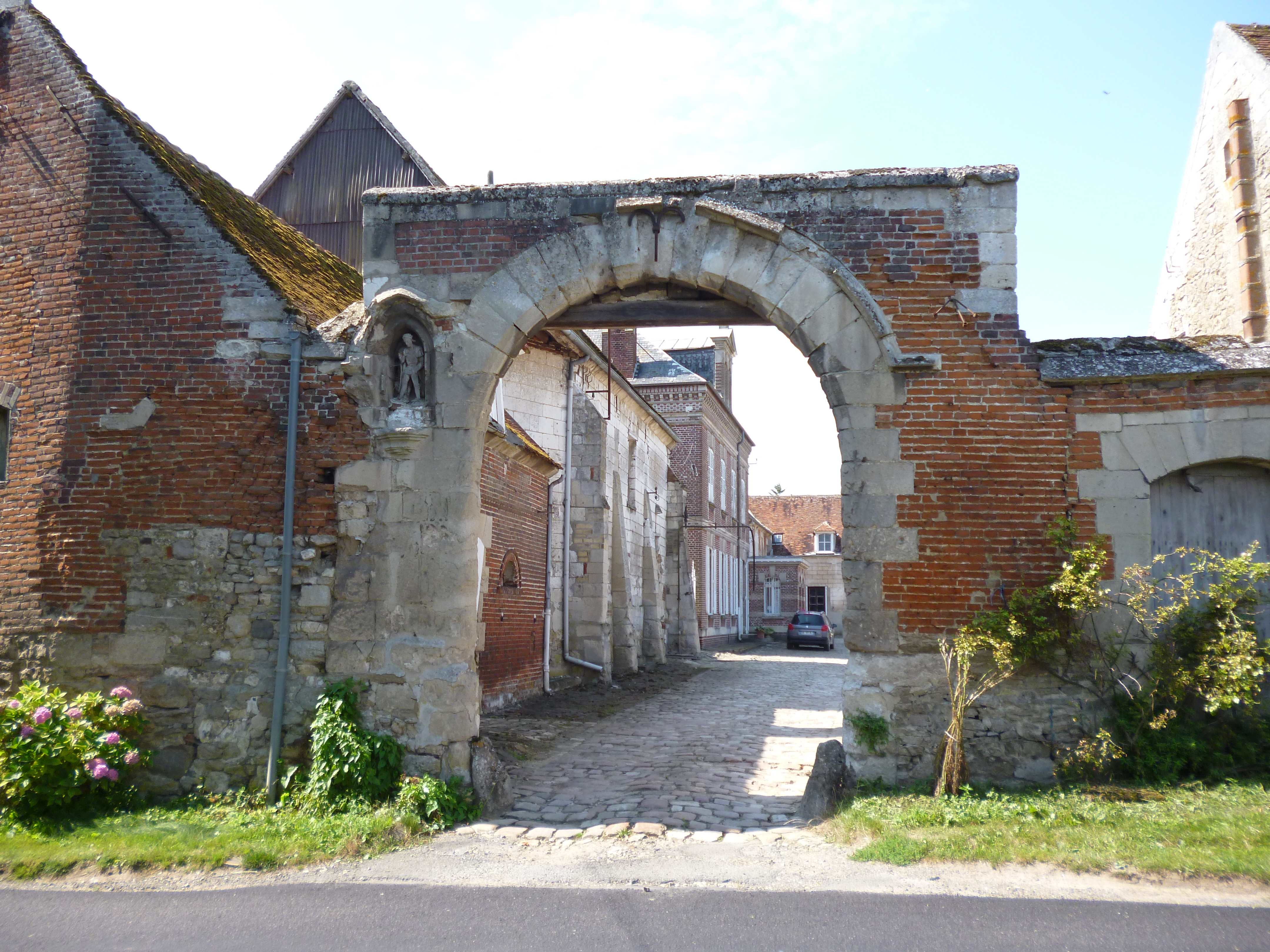
Entrée de la ferme de Saint-Julien-le-Pauvre.
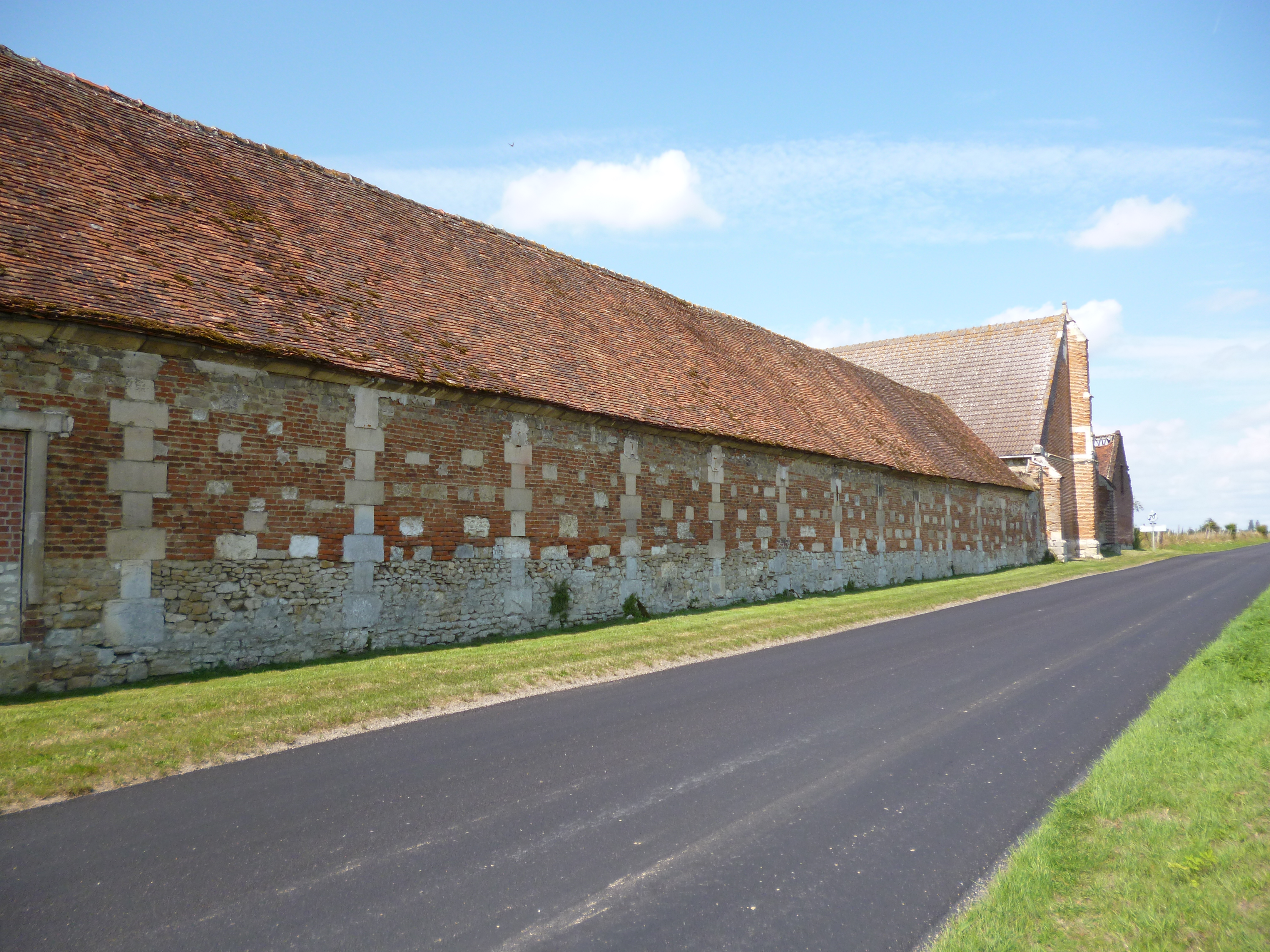
Grange de la ferme de Saint-Julien-le-Pauvre.

### Personnalités liées à la commune
- Moïse Priez (1912-1970), résistant français, Compagnon de la Libération.

### Héraldique
| Blason à dessiner | Blason  | Écartelé en sautoir : au 1er une couronne accompagnée en pointe du nombre « 636 », au 2e une tête d'ours mouvant de la partition, au 3e une tour couverte et girouetté avec son avant-mur dextre mouvant de la partition, au 4e au mont de deux coupeaux sommé de deux socs appointés en chevron renversé; sur le tout, un clou de la Passion accosté de deux crosses adossées. |
| Blason à dessiner | Détails | Le statut officiel du blason reste à déterminer. |

## Pour approfondir